# Organochordium
Organochordium är ett klaverinstrument som är en hybrid mellan hammarklaver och orgel. 

## Organochordium i Sverige
En av de första som byggde organochordium var instrumentmakaren Georg Christoffer Rackwitz i Stockholm som redan 1791 byggde ett. Även instrumentmakare såsom Lorentz Mollenberg och Daniel Malmström byggde organochordium.
Enligt Musik-Lexikon (1864) byggde Rachwitz instrumentet efter Georg Joseph Voglers anvisning. Det anges ha färdigställts 1798, och bestod av ett vanligt piano och en därmed förbunden mindre orgel. Instrumentet anges vara ur bruk.